# Wiipurilainen Osakunta
Wiipurilainen Osakunta (en français : Nation des Wiipuriens, sigle WiO) est l'une des 15 nations étudiantes de l'Université d'Helsinki.
De langue finnoise, elle est fondée en 1653 pour représenter les étudiants de la province de Viipuri, elle regroupe de nos jours les étudiants de Carélie du Sud.

## Anciens membres connus
- Matthias Calonius
- Adolf Ivar Arwidsson
- Gabriel Rein
- Eliel Saarinen
- Otto Donner
- Riitta Uosukainen
- Arvi Lind